# Aménagement de l'Eastmain-1
L'aménagement hydroélectrique Bernard-Landry  est constitué de deux centrales hydroélectriques, d'un barrage et d'un réservoir érigés sur la rivière Eastmain par la Société d'énergie de la Baie James pour le compte d'Hydro-Québec entre 2002 et 2012. 
Située à 88 km au nord de Nemiscau, dans la région administrative du Nord-du-Québec, au Québec, l'aménagement a été mis en service en 2006 avec le barrage de l'Eastmain-1 et la centrale hydroélectrique Eastmain-1, d'une puissance installée de 507 MW.
Les travaux de construction d'une deuxième centrale, la centrale hydroélectrique Eastmain-1-A d'une puissance installée de 768 MW, ont débuté en 2007 sur le même site. La construction de la deuxième centrale s'inscrit dans le cadre du projet de la dérivation partielle de la rivière Rupert. 
L'aménagement (centrale Eastmain-1-A et barrage) est renommé en novembre 2019 par le premier ministre du Québec, François Legault, en l'honneur de l'ancien premier ministre feu Bernard Landry,,.
Le premier groupe turbine-alternateur de 256 MW de la centrale de Bernard-Landry (Eastmain-1-A) est entré en service en juin 2011, et les deux autres ont été placés en exploitation commerciale en décembre 2011 et janvier 2012.

## Contexte
L'aménagement, anciennement nommé l'Eastmain-1, est mentionné comme une composante facultative du complexe La Grande (1975), tel que décrit dans la version originale de l'article 8.1.2 de la Convention de la Baie James et du Nord québécois(CBJNQ), signée en novembre 1975. 
Toutefois, ce n'est qu'à la suite de la signature de la convention de la Paix des Braves entre le premier ministre du Québec, Bernard Landry et le chef du Grand Conseil des Cris, Ted Moses, le 7 février 2002, que le projet s'est mis en branle. Deux conventions signées le même jour entre les représentants autochtones, Hydro-Québec et sa filiale, la Société d'énergie de la Baie James (SEBJ), encadrent le développement hydroélectrique de l'Eastmain. La première, dite la convention Nadoshtin, prévoit la construction de la centrale autrement appelé Eastmain-1 aux conditions prévues pour les centrales faisant partie du complexe La Grande (1975), qui sont exemptées du processus d'examen environnemental. 
Dans la convention Boumhounan, les parties conviennent par ailleurs de soumettre le projet Eastmain-1-A-Sarcelle-Rupert au processus environnemental prévu au chapitre 22 de la CBJNQ. En plus des avantages économiques pour les communautés et entreprises cries, Hydro-Québec a consenti, par la convention complémentaire no 13 à renoncer définitivement au projet Nottaway-Broadback-Rupert (NBR) qui était spécifiquement mentionné dans le chapitre 8 de la CBJNQ de 1975,.
Après un processus d'audiences publiques, le gouvernement du Québec a sanctionné la construction du projet en novembre 2006 et les autorisations du gouvernement du Canada ont été confirmées en décembre de la même année, ce qui a permis d'amorcer les travaux en janvier 2007. La centrale nommée à l'époque Eastmain-1-A a été officiellement inaugurée le 28 juin 2012 en présence du premier ministre du Québec, Jean Charest.
Hydro-Québec estime le coût de l'ensemble du projet Eastmain-1-A—Sarcelle—Rupert à 5 milliards $. Selon son président-directeur général, Thierry Vandal, le coût de revient de l'électricité produite par ces nouvelles installations « sera inférieur à 5 sous par kWh », en raison des taux obligataires inférieurs aux prévisions du milieu des années 2000,.

## Ouvrages
Les centrales sont situées sur la rive gauche et sont orientées nord-sud. À l'étape de la construction, les 3 groupes turbines-alternateurs de la centrale aujourd'hui nommé Bernard Landry avaient une puissance combinée de 480 mégawatts et la production annuelle devait atteindre 2,7 térawatts-heures (TWh). La hauteur de chute normale est de 63 m et le débit d'équipement prévu était estimé à 840 m3/s.
La centrale de l'Eastmain-1-A bénéficie des apports d'eau supplémentaires du détournement partiel de la rivière Rupert qui a été mis en service en novembre 2009 dans le cadre du même projet. Elle est située à 700 m à l'est de sa centrale-sœur dont elle partage plusieurs caractéristiques.
Depuis la mise en service complète de l'aménagement, les deux centrales sont exploitées de manière conjointe. L'addition de la dérivation de la Rupert et de Eastmain-1-A ajoute une production d'énergie supplémentaire de 2,3 TWh, pour un total de 5,0 TWh. Le facteur d'utilisation des deux centrales est de 47 %. Les deux centrales sont destinées à répondre aux fluctuations horaires et quotidiennes de la demande en électricité. Ainsi, plusieurs groupes seront stoppés durant les périodes de faible demande.